# Clément Mignon
Clément Mignon (Aix-en-Provence, 21 januari 1993) is een Franse zwemmer die is gespecialiseerd in de vrije slag. Hij vertegenwoordigde zijn vaderland op de Olympische Zomerspelen 2016 in Rio de Janeiro.

## Carrière
Bij zijn internationale debuut, op de Europese kampioenschappen kortebaanzwemmen 2013 in Herning, strandde Mignon in de halve finales van de 100 meter vrije slag en in de series van zowel de 50 meter vrije slag als de 200 meter rugslag. Op de 4x50 meter vrije slag eindigde hij samen met Jérémy Stravius, Fabien Gilot en Mehdy Metella op de vierde plaats. Samen met Mehdy Metella, Cloé Hache en Anna Santamans zwom hij in de series van de gemengde 4x50 meter vrije slag, in de finale eindigde Santamans samen met Fabien Gilot, Jérémy Stravius en Mélanie Henique op de vijfde plaats.
Op de Europese kampioenschappen zwemmen 2014 in Berlijn werd de Fransman uitgeschakeld in de series van de 200 meter vrije slag. Op de 4x200 meter vrije slag eindigde hij samen met Jérémy Stravius, Yannick Agnel en Lorys Bourelly op de vierde plaats. Samen met Mehdy Metella, Grégory Mallet en Fabien Gilot zwom hij in de series van de 4x100 meter vrije slag, in de finale werden Metella en Gilot samen met Florent Manaudou en Jérémy Stravius Europees kampioen. Voor zijn aandeel in de series ontving Mignon eveneens de gouden medaille. Op de gemengde 4x100 meter vrije slag sleepte hij samen met Grégory Mallet, Anna Santamans en Coralie Balmy de bronzen medaille in de wacht. Tijdens de Wereldkampioenschappen kortebaanzwemmen 2014 in Doha eindigde Mignon als achtste op de 50 meter vrije slag, daarnaast strandde hij in de series van de 200 meter vrije slag. Samen met Mehdy Metella, Fabien Gilot en Florent Manaudou zwom hij naar de wereldtitel op de 4x100 meter vrije slag, met een tijd van 3.03,78 zwom het Franse viertal ook een Europees record. Op de 4x100 meter wisselslag legde hij samen met Florent Manaudou, Giacomo Perez Dortona en Mehdy Metella beslag op de bronzen medaille. Samen met Benjamin Stasiulis, Giacomo Perez Dortona en Mehdy Metella zwom hij in de series van de 4x50 meter wisselslag, in de finale veroverden Stasiulis, Perez Dortona en Metella samen met Florent Manaudou de zilveren medaille. Voor zijn aandeel in de series ontving Mignon eveneens de zilveren medaille.
In Kazan nam de Fransman deel aan de wereldkampioenschappen zwemmen 2015. Op dit toernooi werd hij uitgeschakeld in de series van de 50 meter vrije slag en gediskwalificeerd in de series van de 200 meter vrije slag. Op de 4x100 meter vrije slag zwom hij samen met Mehdy Metella, Lorys Bourelly en Fabien Gilot in de series, in de finale werden Metella en Gilot samen met Florent Manaudou en Jérémy Stravius wereldkampioen. Voor zijn inspanningen in de series ontving Mignon eveneens de gouden medaille. Samen met Jordan Pothain, Grégory Mallet en Lorys Bourelly strandde hij in de series van de 4x200 meter vrije slag. Op de gemengde 4x100 meter vrije slag werd hij samen met Lorys Bourelly, Cloé Hache en Margaux Fabre uitgeschakeld in de series. 
Op de Europese kampioenschappen zwemmen 2016 veroverde Mignon de bronzen medaille op de 100 meter vrije slag. Samen met William Meynard, Florent Manaudou en Fabien Gilot prolongeerde Mignon de Europese titel op de 4x100 meter vrije slag. Samen met Jérémy Stravius, Charlotte Bonnet en Anna Santamans behaalde hij de bronzen medaille op de gemengde 4x100 meter vrije slag. Tijdens de Olympische Zomerspelen van 2016 in Rio de Janeiro strandde de Fransman in de halve finales van de 100 meter vrije slag. Op de 4x100 meter vrije slag zwom hij samen met William Meynard, Fabien Gilot en Mehdy Metella in de series, in de finale veroverden Metella en Gilot samen met Florent Manaudou en Jérémy Stravius de zilveren medaille. Voor zijn inspanningen in de series ontving Mignon eveneens de zilveren medaille. Samen met Camille Lacourt, Theo Bussière en Jérémy Stravius werd hij uitgeschakeld in de series van de 4x100 meter wisselslag.

## Internationale toernooien
| Jaar | Olympische Spelen                                                                             | WK langebaan | WK kortebaan | EK langebaan | EK kortebaan |
| ---- | --------------------------------------------------------------------------------------------- | --- | --- | --- | --- |
| 2013 |                                                                                               | geen deelname | | | 35e 50m vrije slag 12e 100m vrije slag 34e 200m rugslag 4e 4x50m vrije slag 5e 4x50m vrije slag gemengd Mignon zwom enkel de series |
| 2014 |                                                                                               | | 8e 50m vrije slag · 18e 200m vrije slag · 4x100m vrije slag · 4x50m wisselslag · Mignon zwom enkel de series · 4x100m wisselslag | 24e 200m vrije slag · 4x100m vrije slag · Mignon zwom enkel de series · 4e 4x200m vrije slag · 4x100m vrije slag gemengd | |
| 2015 |                                                                                               | 19e 50m vrije slag · DSQ 200m vrije slag · 4x100m vrije slag · Mignon zwom enkel de series · 11e 4x200m vrije slag · 9e 4x100m vrije slag gemengd | | | geen deelname |
| 2016 | 14e 100m vrije slag · 4x100m vrije slag · Mignon zwom enkel de series · 10e 4x100m wisselslag | | 7-11 december 2016 | 100m vrije slag · 4x100m vrije slag · 4x100m vrije slag gemengd                                                          | |

## Persoonlijke records
Bijgewerkt tot en met 3 juni 2016
Kortebaan
| Afstand         | Tijd    | Datum            | Plaats      |
| --------------- | ------- | ---------------- | ----------- |
| 50m vrije slag  | 21,19   | 4 december 2014  | Doha        |
| 100m vrije slag | 46,76   | 21 november 2014 | Montpellier |
| 200m vrije slag | 1.42,09 | 23 november 2014 | Montpellier |

Langebaan
| Afstand         | Tijd    | Datum         | Plaats      |
| --------------- | ------- | ------------- | ----------- |
| 50m vrije slag  | 22,08   | 5 april 2015  | Limoges     |
| 100m vrije slag | 48,01   | 1 april 2016  | Montpellier |
| 200m vrije slag | 1.48,00 | 30 maart 2016 | Montpellier |